# Naryn (distrikt)
Naryn District är ett distrikt i Kirgizistan.   Det ligger i oblastet Naryn Oblusu, i den centrala delen av landet, 200 km sydost om huvudstaden Bisjkek.